# 绥定县
绥定县，中国旧县名。
清光绪十四年（1888年）置，治所在绥定城（今新疆维吾尔自治区霍城县驻地水定镇）。1965年11月更名水定县，驻地亦易名水定镇。1966年1月撤销，并入霍城县。 